# 西崎清久
西崎 清久（にしざき きよひさ、1932年- ）は、日本の文部官僚。

## 人物・来歴
岡山県出身。1955年東京大学法学部卒、文部省入省。体育局長、官房長、初等中等教育局長、国立教育会館館長、1996-99年東京国立近代美術館館長。林原美術館館長、福山大学学長、日本オペラ振興会理事長を経て、共立女子学園理事、発達科学教育研究センター理事等を務めた。

## 著書
- 『遠望近視の夢幻』ぎょうせい、1992年4月
- 『組織と人の回廊』第一法規出版、1995年8月
- 『人間と教育への処方箋』角川書店<角川ソフィア文庫>、1999年6月
- 『幻視逍遥の軌跡』悠光堂、2013年10月

## 栄典
- 2002年11月 勲二等瑞宝章受章[2]